# دان غيز
دان غيز (بالإنجليزية: Dan Giese)‏ هو لاعب كرة قاعدة أمريكي، ولد في 19 مايو 1977 في آناهايم في الولايات المتحدة.

## وصلات خارجية
- دان غيز على موقع دوري كرة القاعدة الرئيسي (الإنجليزية)
- دان غيز على موقعبيزبول رفرنس.كوم (الدوري الرئيسي) (الإنجليزية)
- دان غيز على موقعبيزبول رفرنس.كوم (الدوري الثانوي) (الإنجليزية)
- دان غيز على موقع إي إس بي إن.كوم (أم.أل.بي) (الإنجليزية)
- دان غيز على موقع مشجعي الرسوم البيانية (الإنجليزية)